# Shattered (Fernsehserie)
Shattered ist eine kanadische Drama-Krimiserie des Senders Global. Ihre Erstausstrahlung in Kanada erfolgte ab 1. September 2010.
Die Serie besteht nur aus 13 Folgen in einer Staffel und einem Pilotfilm, dessen Charaktere für die Serie leicht umgearbeitet wurden. Aufgrund verhältnismäßig schwacher Quoten sah der ausstrahlende Sender von einer Fortsetzung der Serie ab.

## Handlung
Die Serie handelt vom Cop Ben Sullivan (im Pilotfilm Kyle Loggins genannt), der unter einer Persönlichkeitsspaltung leidet. Diese versucht er vor seinen Kollegen geheim zu halten, jedoch passiert es häufiger, dass eine der anderen Persönlichkeiten, auch während eines Einsatzes, die Oberhand gewinnt.

## Besetzung und Synchronisation der Serie
Die deutschsprachige Synchronisation der Serie erfolgte bei Violetmedia unter Dialogbuch von Scarlett Lubowski, Karin Grüger und Torsten Münchow. Letzter, der auch dem Hauptdarsteller seine Stimme lieh, führte auch Dialogregie.
| Schauspieler        | Charakter                 | Synchronsprecher     |
| ------------------- | ------------------------- | -------------------- |
| Callum Keith Rennie | Ben Sullivan              | Torsten Münchow      |
| Molly Parker        | Ella Sullivan             | Monika Gerganoff     |
| Camille Sullivan    | Amy Lynch                 | Tatjana Pokorny      |
| Karen LeBlanc       | Sergeant Pam ‘TC’ Garrett | Jo Kern              |
| Clé Bennett         | John ‘Hall’ Holland       | Pascal Breuer        |
| Chad Rook           | Patrick Michaels          |                      |
| Martin Cummins      | Terry Rhodes              | Patrick Schröder     |
| Brian Markinson     | Dr. Ryan Disilvio         | Michael Schernthaner |